# علاء الصاصی
علاء الصاصی (انگلیسی: Alaa Al-Sasi؛ زادهٔ ۲ ژوئیهٔ ۱۹۸۷) بازیکن فوتبال اهل یمن است.
وی همچنین در تیم‌های ملی فوتبال زیر ۲۳ سال یمن و یمن بازی کرده‌است.